# Zbigniew Matuszczak
Zbigniew Matuszczak (ur. 21 września 1962 w Biłgoraju) – polski polityk, samorządowiec i prawnik, poseł na Sejm VI i VII kadencji

## Życiorys
Ukończył studia prawnicze na Uniwersytecie Marii Curie-Skłodowskiej w Lublinie. W latach 1998–2006 przez dwie kadencje zasiadał w radzie miasta Chełm, do 2002 pełniąc funkcję zastępcy prezydenta miasta. Później obejmował stanowiska prezesa i wiceprezesa polsko-ukraińskiej firmy budowlanej, a następnie prezesa Miejskiego Przedsiębiorstwa Gospodarki Komunalnej w Chełmie. Od 2006 do 2007 był radnym sejmiku lubelskiego.
Wstąpił do Sojuszu Lewicy Demokratycznej. W wyborach parlamentarnych w 2007 został wybrany na posła, kandydując z listy koalicji Lewica i Demokraci w okręgu chełmskim i otrzymując 10 351 głosów. W kwietniu 2008 zasiadł w klubie Lewica (od września 2010 działającym jako klub SLD) jako jego wiceprzewodniczący. W wyborach w tym samym roku z powodzeniem ubiegał się o reelekcję, dostał 8017 głosów. W 2015 nie kandydował na kolejną kadencję. Objął następnie ponownie funkcję prezesa Miejskiego Przedsiębiorstwa Gospodarki Komunalnej w Chełmie.
W 2011 prokurator generalny wniósł o uchylenie jego immunitetu parlamentarnego w związku z zamiarem przedstawienia zarzutu płatnej protekcji. W październiku 2017 Sąd Rejonowy w Chełmie uznał go za winnego i skazał na karę 7 miesięcy pozbawienia wolności z warunkowym zawieszeniem jej wykonania oraz na 5 tysięcy złotych grzywny. Następnie na wniosek prezydent Chełma Agaty Fisz polityk został odwołany z funkcji prezesa MPGK. W kwietniu 2018 Sąd Okręgowy w Lublinie uniewinnił go od zarzucanych mu czynów.